# Long Xá
Long Xá là một xã thuộc huyện Hưng Nguyên, tỉnh Nghệ An, Việt Nam.
Tên của xã được ghép từ tên của hai xã cũ là Hưng Long và Hưng Xá.

## Địa lý
Xã Long Xá nằm ở phía tây huyện Hưng Nguyên, có vị trí địa lý:
- Phía đông giáp xã Hưng Thông và xã Xuân Lam
- Phía tây giáp xã Hưng Lĩnh
- Phía nam và phía bắc giáp huyện Nam Đàn.

Xã Long Xá có diện tích 7,90 km², dân số năm 2018 là 9.000 người, mật độ dân số đạt 1.139 người/km².

## Lịch sử
Địa bàn xã Long Xá hiện nay trước đây vốn là hai xã Hưng Long và Hưng Xá thuộc huyện Hưng Nguyên.
Trước khi sáp nhập, xã Hưng Long có diện tích 4,50 km², dân số là 5.800 người, mật độ dân số đạt 1.289 người/km². Xã Hưng Xá có diện tích 3,40 km², dân số là 3.200 người, mật độ dân số đạt 941 người/km².
Ngày 17 tháng 12 năm 2019, Ủy ban Thường vụ Quốc hội ban hành Nghị quyết 831/NQ-UBTVQH14 về việc sắp xếp các đơn vị hành chính cấp xã thuộc tỉnh Nghệ An (nghị quyết có hiệu lực từ ngày 1 tháng 1 năm 2020). Theo đó, sáp nhập toàn bộ diện tích và dân số của hai xã Hưng Long và Hưng Xá thành xã Long Xá.

## Di tích
Đền Xuân Hòa
Đền Xuân Hòa là di tích lịch sử văn hóa lâu đời thờ Cao Các, Cao Sơn là những công thần triều Đinh, có công giúp Đinh Bộ Lĩnh dẹp loạn 12 sứ quân và đánh giặc Chiêm Thành.
Cao Sơn và Cao Các là hai anh em sinh đôi, sinh ngày 6/1/938 ở làng Cao Xá, huyện Thọ Xuân, châu Ái. Cha là ông Cao Trạch, mẹ là bà Lê Thị Điểm. Từ nhỏ, Cao Các đã học giỏi, thông minh tài trí hơn người; Cao Sơn võ nghệ tinh thông. Lớn lên, hai ông bỏ làng đi tìm minh chúa. Đinh Bộ Lĩnh giao chỉ huy binh lính dẹp loạn 12 sứ quân. Cao Các, Cao Sơn đã cùng các tướng sỹ lần lượt đánh bại và thu phục các sứ quân. Ngày 6 tháng 6 năm Đinh Mão (tức 15 tháng 7 năm 967), Đinh Bộ Lĩnh điều một đạo quân do tướng Nguyễn Bồ chỉ huy tiến đánh sứ quân Nguyễn Siêu. Trong trận quyết liệt này Đinh Bộ Lĩnh bị mất 4 tướng là Nguyễn Bồ, Nguyễn Phục, Đinh Thiết và Cao Sơn cùng rất nhiều binh lính đều tử trận.
Đinh Bộ Lĩnh lại về quê Hoa Lư xây dựng kinh đô, xưng Đại Thắng Minh Hoàng Đế. Ông ban cho Cao Các thực ấp ở huyện An Ninh (Yên Khánh, Ninh Bình ngày nay), lo khuyến khích nghề nông, làm việc nghĩa, luyện tập võ nghệ phòng khi nước nhà có biến cố, giúp triều đình bảo vệ quê hương và đánh giặc cứu nước. Khi chúa Chiêm Thành đem quân uy hiếp Đại Cồ Việt, vua Đinh triệu Cao Các về triều, giao cho 5 vạn binh lính, ấn kiếm đi đánh giặc. Cao Các cầm quân xông pha nhiều trận, quân Chiêm đại bại phải trốn về nước. Sau trận đại thắng, vua Đinh thưởng công Cao Các rất hậu, muốn lưu ông lại triều đình nhưng Cao Các xin về sống ở An Ninh. Ông lâm bệnh mất đột ngột, tin báo về triều đình nhà Đinh thương tiếc cho lập miếu thờ. Đến thời vua Lý Thái Tổ, thấy đền miếu thiêng, biết ông là trung thần nhà Đinh bèn phong tặng Mỹ Tự Đại Vương. Các triều vua về sau phong sắc cho Ngài là Thượng Thượng đẳng tối linh Tôn thần. Các triều đại phong kiến Việt Nam đã ban nhiều sắc phong, hiện tại đền vẵn còn lưu giữ 11 sắc phong do vua triều Lê và triều Nguyễn ban cho thần chủ của đền.
Có thuyết khác thì cho rằng Cao Sơn tên thật là Cao Hiển, tự Vân Trường, quê Bảo Sơn, Trung Quốc. Năm 29 tuổi thi đậu dưới triều vua Hy Tông nhà Tống, Cao Hiển được vua nhà Tống cử đi chinh phạt biên giới. Với tài thao lược của mình, ông đã nhanh chóng dẹp được loạn, giúp dân yên ổn làm ăn. Với công lao đó Cao Hiển được vua Tống phong Đại thừa tướng. Trong những năm làm Sứ thần ở An Nam, Cao Hiển xin vua Tống giảm bớt các khoản triệu cống, mặt khác giúp nhân dân An Nam cách diệt trừ sâu keo, thú dữ, phát triển sản xuất, khôi phục kinh tế. Nhờ đó, cuộc sống của nhân dân dần được ổn định hơn. Chính vì vậy mà triều đình và nhân dân hai nước đều ghi nhận Cao Hiển. Vì tuổi cao sức yếu, ông xin thôi chức sứ thần An Nam, trở về quê. Vua Tống phong cho ông làm Quốc chủ hiển ứng Đại vương và giao cho nhân dân An Nam lập đền thờ ngài.